# 海伦娜·塔卡洛
海伦娜·塔卡洛（芬蘭語：Helena Takalo，1947年10月28日—），芬兰女子越野滑雪运动员。她曾代表芬兰参加1968年、1972年、1976年和1980年冬季奥林匹克运动会越野滑雪比赛，共获得一枚金牌、三枚银牌和一枚铜牌。